# Kaki (Irán)
Kaki város Irán Busehr tartományában. A 2006-os népszámlálás idején lakossága 9893 fő volt. Busehr tartományi székhelytől 90 km-re délre fekszik.
2013. április 9-én 6,3-as erősségű földrengés történt, melynek epicentruma Kaki területén volt. A földrengés során 37 ember halt meg és több százan megsebesültek.